# Мельник Ігор Васильович
І́гор Васи́льович Ме́льник (нар. 21 серпня 1986, Львів, УРСР) — український футболіст, нападник.

## Біографія
Ігор є вихованцем Львівській обласної спортивної шкільної системи. Перші кроки на професійному рівні робив у рідному Львові, за другу команду львівських Карпат.
Більшу частину своєї кар'єри гравця провів у різних клубах першої та елітної ліг українського футболу. Зокрема, в таких клубах як «Нива» (Тернопіль), «Буковина» (Чернівці), «Кримтеплиця», «Олександрія», ФК «Львів».
З 2015 року виступав у канадській команді «Торонто Атомік» з міста Торонто. З травня 2018 року виступає за іншу канадську команду: «Воркута» (Торонто).

## Досягнення
- Переможець Першої ліги України (1): 2011
- Срібний призер Другої ліги України (1): 2013

У Канаді
- Переможець плей-офф Канадської футбольної ліги (1): 2018
- Срібний призер регулярного чемпіонату Канадської футбольної ліги (1): 2018